# GlaubeLiebeTod
GlaubeLiebeTod ist das neunte Studioalbum der deutschen Rockband Oomph!. Es wurde im März 2006 veröffentlicht.

## Titelliste
1. Gott ist ein Popstar – 3:53
2. Das letzte Streichholz – 3:36
3. Träumst du – 3:57
4. Die Schlinge – 3:58
5. Du willst es doch auch – 3:27
6. Eine Frau spricht im Schlaf – 3:58
7. Mein Schatz – 3:38
8. Dreh dich nicht um – 3:28
9. Land in Sicht – 4:06
10. Tanz in den Tod – 3:26
11. Ich will deine Seele – 3:20
12. Zuviel Liebe kann dich töten – 3:48
13. Wenn du mich lässt – 3:47
14. Menschsein – 4:00

## Inhalt
Der vierte Titel auf dem Album sollte ursprünglich den Titel der Vorlage, „Spiel mir das Lied vom Tod“, enthalten, bekam aber kurz vor der Massenpressung noch das Nein der Urheberrechts-Inhaber und heißt nun Die Schlinge. Auf der CD-Verpackung behob man diesen Fehler durch eine neue Titelliste, die über die alte geklebt wurde.
Der Text von „Eine Frau spricht im Schlaf“ stammt nicht von der Band, sondern ist ein bekanntes Gedicht von Erich Kästner.
„Mein Schatz“ beschäftigt sich inhaltlich mit dem Herrn der Ringe, näher dessen Figur Gollum und dessen Sehnsucht nach dem Ring, der ihm genommen wurde.
Mit „Träumst du“ gewann Oomph! den Bundesvision Song Contest 2007, woraufhin aufgrund dessen auch das Lied noch als Single-Auskopplung veröffentlicht wurde.

## B-Seiten
- Weißt du wie viel Sterne stehen (auf „Gott ist ein Popstar“-Limited Edition-Single)
- Fragment (auf „Gott ist ein Popstar“-Limited Edition-Single)
- Der Präsident ist tot (Extrabreit-Cover) (auf „Das letzte Streichholz“-Limited Edition-Single)
- Die Hölle kann warten (auf „Das letzte Streichholz“-Limited Edition-Single)
- God is a Popstar (Englische Version von „Gott ist ein Popstar“) (auf „Die Schlinge“-Single)
- Polizisten (Extrabreit-Cover) (auf „Die Schlinge“-Limited Edition-Single)
- Zauberstab (Zsa-Zsa-Cover) (auf „Die Schlinge“-Limited Edition-Single)
- Für immer (auf „Träumst Du“-Limited Edition-Single)

## Editionen
GlaubeLiebeTod erschien in drei verschiedenen Varianten:
- als Basic Edition (ohne Booklet)
- als Standard Edition
- als Premium Edition (Digipack plus Special Enhanced Part und zwei Bonustracks: Wenn du mich lässt (3:49) und Menschsein (3:44))

## Skandal
Trotz des großen Erfolges und aufgrund des brisanten Themas von Gott ist ein Popstar wurden Oomph! kurzfristig von der Echo-Verleihung im März 2006 ausgeschlossen und auch auf mehreren Fernseh- und Radiosendern boykottiert.